# Oxira erythropsis
Oxira erythropsis là một loài bướm đêm trong họ Noctuidae.